# Liste des races de chat acceptant la robe bicolore
Ci-dessous vous trouverez une liste exhaustive des noms de races acceptant la robe bicolore, toutes fédérations confondues.
- Haut – A
- B
- C
- D
- E
- F
- G
- H
- I
- J
- K
- L
- M
- N
- O
- P
- Q
- R
- S
- T
- U
- V
- W
- X
- Y
- Z

## A
- American curl[ACFA 1],[ACFA 2],[CFA 1] : 

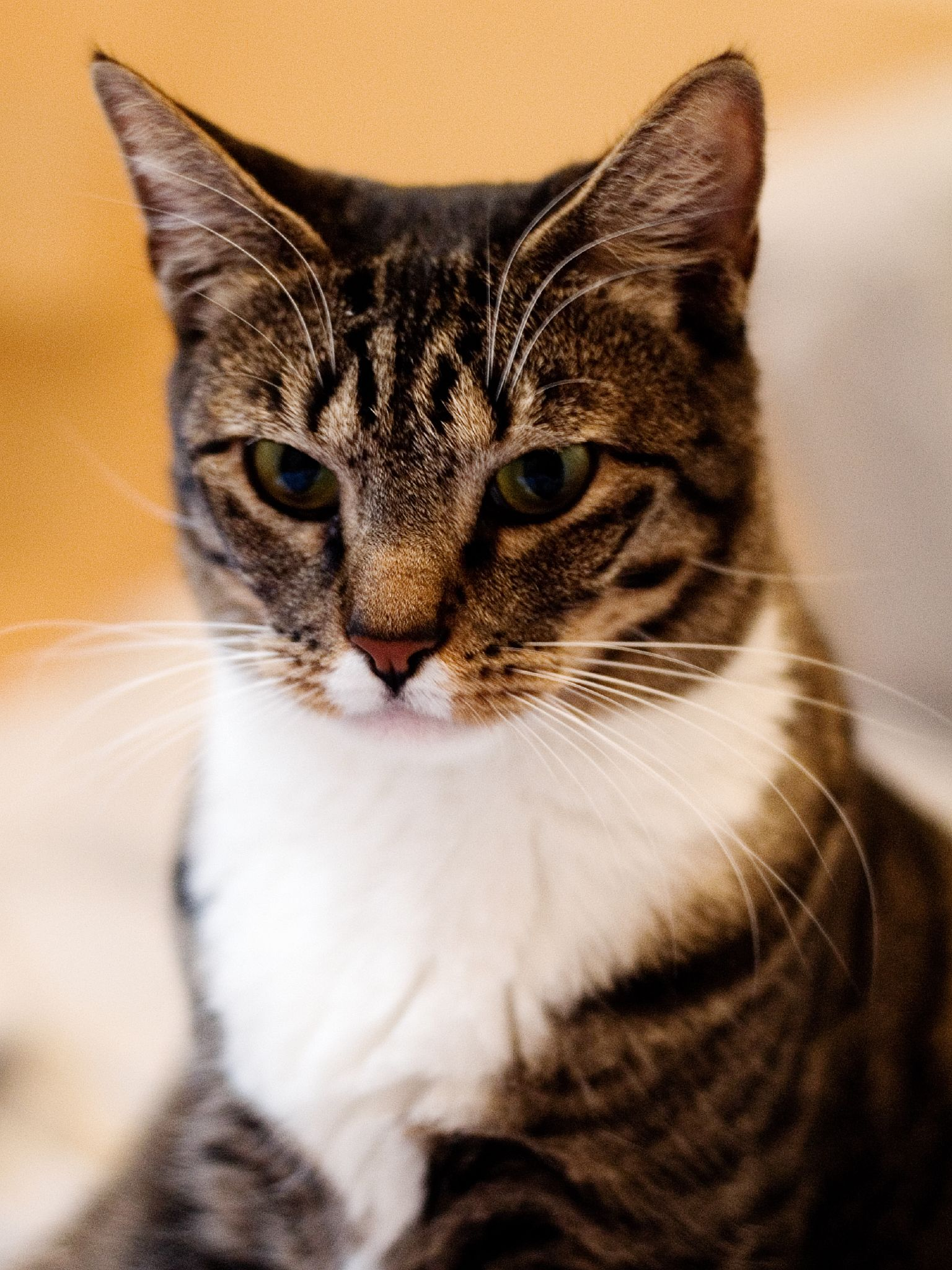
American shorthair.

  - La Cat Fancier Association précise que les parties blanches doivent au minimum couvrir les pieds, les pattes, le ventre, la poitrine et le museau. Un V inversé blanc sur le visage est très apprécié. Les chats présentant uniquement un médaillon ne sont pas considérés comme ayant une robe bicolore et sont jugés dans d'autres catégories. Les chats bicolore van ne doivent pas avoir plus de deux taches sur le corps.

- American shorthair (couleurs chocolat, cannelle et faon interdites - colourpoint interdit)[ACFA 3],[CFA 2] : 
  - Le médaillon est disqualificateur[1].
  - Le standard de l'American Cat Fanciers Association précise que la couleur ne doit pas recouvrir plus de deux tiers du corps.
  - La Cat Fancier Association précise que les parties blanches doivent au minimum couvrir les pieds, les pattes, le ventre, la poitrine et le museau. Un V inversé blanc sur le visage est très apprécié.

- American wirehair (couleurs chocolat, cannelle et lilas interdites - colourpoint interdit)[ACFA 4],[CFA 3]

- Anatoli (couleurs Chocolat, cannelle, lilas et faon interdites)

- Angora turc (couleurs lilas, cannelle et faon interdites)[ACFA 5],[CFA 4] : 
  - Les standards de l'American Cat Fanciers Association et de la Cat Fancier Association précisent que le patron désiré pour les couleurs solides demande du blanc sur les pieds, les pattes, le ventre, la poitrine et le museau. Du blanc sous la queue et sur la nuque est autorisé.
  - Pour l'American Cat Fanciers Association, pour les écailles de tortue, il est précisé que le blanc est préféré sur les parties inférieures du corps, et qu'il ne doit pas y avoir de taches sur la couleur. De plus, il est préféré qu'une partie du visage soit d'une couleur et l'autre partie d'une autre couleur.
  - Pour la Cat Fancier Association, les chats bicolores doivent préférentiellement avoir une marque blanche en forme de V inversé.

## B

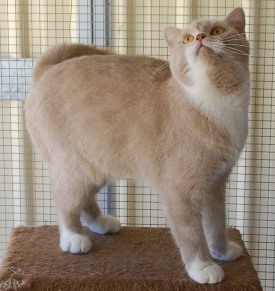
British shorthair.

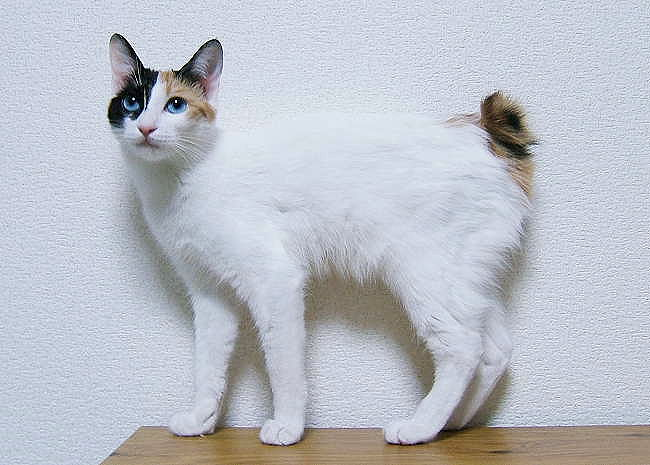
Bobtail japonais.

- Bobtail américain[ACFA 6],[ACFA 7] : la Cat Fancier Association précise que les sujets présentant uniquement un médaillon ne sont pas considérés comme des bicolores[CFA 5].
- Bobtail japonais (couleurs chocolat, cannelle et faon interdites) : le standard de l'American Cat Fanciers Association précise que la robe du bobtail bicolore doit de préférence avoir au moins un quart de blanc. Pour le patron van, quelques taches de couleurs sur le corps sont tolérées[ACFA 8],[ACFA 9]. La Cat Fancier Association précise que les sujets présentant uniquement un médaillon ne sont pas considérés comme des bicolores[CFA 6].
- Brazilian shorthair :
- British longhair
- British shorthair : 
  - Le standard de l'American Cat Fanciers Association précise que le blanc d'un british shorthair bicolore bicolore doit recouvrir entre un tiers et la moitié de la robe[ACFA 10].
  - Le standard de la Cat Fancier Association précise que les couleurs chocolat, lilas, faon et cannelle ainsi que le patron point ne sont pas autorisés. Les sujets avec un médaillon sont disqualifiés. Enfin, les sujets bicolores bicolores doivent de préférence avoir les taches symétriques et une marque en forme de flamme sur le visage. Les sujets bicolores van peuvent comporter quelques taches de couleurs sur le corps[CFA 7].

## C
- Californian rex
- Cornish rex[ACFA 11],[CFA 8] : 
  - Les standards de l'American Cat Fanciers Association et de la Cat Fancier Association précisent qu'un chat avec un médaillon blanc n'est pas considéré comme une chat bicolore.

- Cymric[ACFA 12]

## D
- Devon rex[ACFA 13],[CFA 9] :

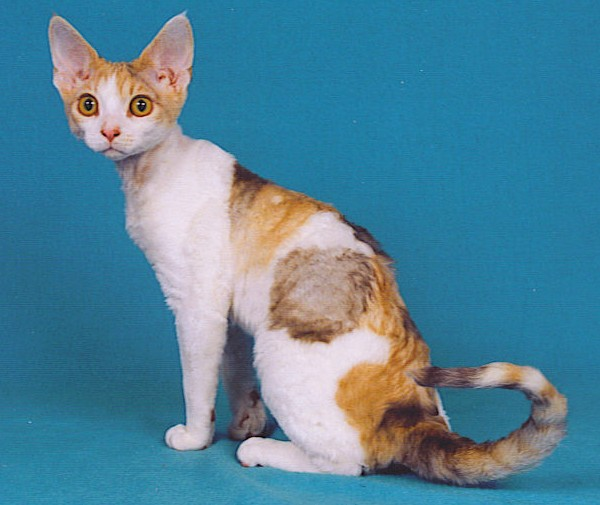
Devon rex.

  - Le standard de la Cat Fancier Association précise que seules deux taches sur le corps sont autorisées pour le bicolore van.
- Donskoy

## E
- Européen, Celtic shorthair (couleurs : chocolat, le lilas, le cannelle et faon interdites)
- Exotic shorthair[ACFA 14],[CFA 10] : 
  - Les standards de l'American Cat Fanciers Association et de la Cat Fancier Association précisent que la présence d'un médaillon est considérée comme éliminatoire.
  - Le standard de la Cat Fancier Association estime que le blanc doit couvrir au minimum les pieds, les pattes, la poitrine, le ventre et le museau.

## G
- German rex
- Chat de gouttière

## H
- Highlander
- Highland fold (sauf chocolat, lilas[ACFA 15])

## K
- Karelian bobtail (couleurs : chocolat-lilas, cannelle-faon interdites)
- Kurilian bobtail

## L
- LaPerm[CFA 11]
  - Le standard de la Cat Fancier Association précise que seules deux taches sur le corps sont autorisées pour le bicolore van.

## M

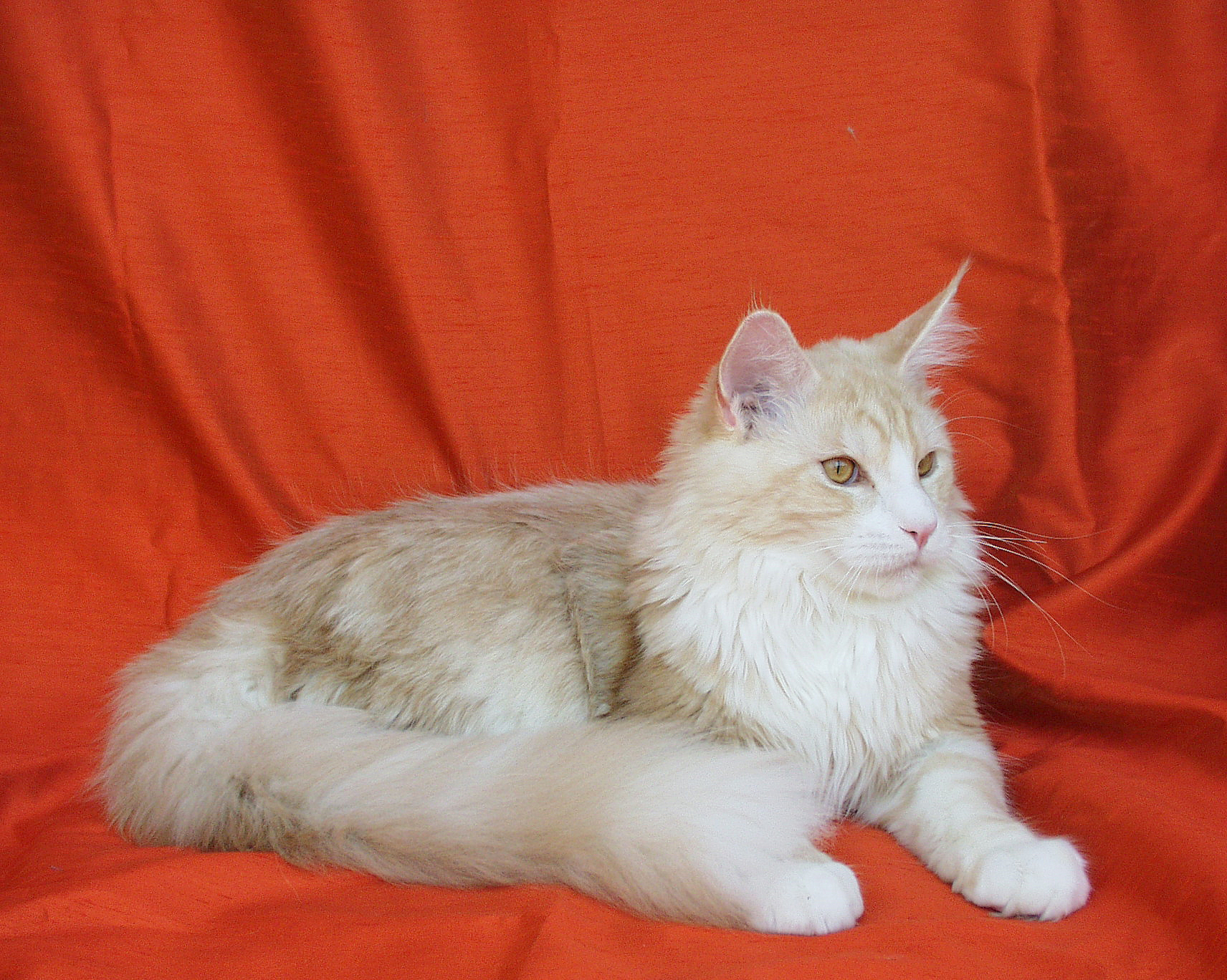
Maine coon.

- Maine coon (couleurs : chocolat, le lilas, le cannelle et le faon interdites - colourpoint interdite)[ACFA 16],[CFA 12] : 
  - Le standard de l'American Cat Fanciers Association précise qu'un quart de blanc est le patron le plus apprécié.
  - La présence d'un médaillon est un motif de disqualification selon la Cat Fancier Association et l'American Cat Fanciers Association.
  - Le blanc doit être présent sur la poitrine, le ventre et sur les pattes selon la Cat Fancier Association.

- Mandarin, Javanais, Oriental longhair[ACFA 17],[CFA 13] : 
  - Pour la Cat Fancier Association, le blanc d'un bicolore doit être au moins présent sur la poitrine, le ventre et sur les pattes. La présence d'un V inversé sur le visage est demandée.

- Manx (couleurs : chocolat, le lilas, le cannelle et le faon interdites - colourpoint interdite)[ACFA 18],[CFA 14] : 
  - Le standard de l'American Cat Fanciers Association précise que la couleur ne doit pas recouvrir plus de deux tiers de la robe. Les chats ayant plus de deux-tiers de couleurs sont transférés dans les catégories solide ou tabby.
  - Le standard de la Cat Fancier Association et de l'American Cat Fanciers Association précise que les chats ayant uniquement un médaillon ne sont pas considérés comme bicolores.
- Mau arabe
- Mekong bobtail
- Minskin
- Munchkin

## N

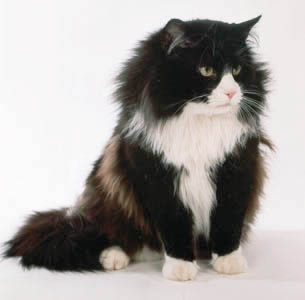
Chat des forêts norvégiennes.

- Norvégien (couleurs : chocolate, lilas, cannelle et faon interdites - colorpoint interdit)[ACFA 19],[CFA 15] : 
  - Le standard de l'American Cat Fanciers Association contient une division particolore et une harlequin qui concerne les chats bicolore arlequin à bicolore van.
  - Pour la Cat Fancier Association, les chats présentant uniquement un médaillon ne sont pas considérés comme des bicolores et sont jugés dans leur couleur de base. Le blanc d'un bicolore doit être au moins présent sur la poitrine, le ventre et sur les pattes, le bicolore van ne doit pas présenter plus de deux taches sur le corps. La présence d'un V inversé sur le visage est appréciée.

## O
- Ojos azules
- Oriental[ACFA 20],[CFA 13] : 
  - Pour la Cat Fancier Association, le blanc d'un bicolore doit être au moins présent sur la poitrine, le ventre et sur les pattes. La présence d'un V inversé sur le visage est demandée.

## P
- Persan[ACFA 21],[CFA 16] : 
  - Le standard de l'American Cat Fanciers Association précise que le blanc doit couvrir au moins un tiers du corps pour la catégorie « and White ». Une catégorie Van accueille les chats bicolores van à arlequin.
  - La présence unique d'un médaillon ou de gantage est disqualificatrice pour l'American Cat Fanciers Association et la Cat Fancier Association.
  - Pour la Cat Fancier Association, le blanc d'un bicolore doit être au moins présent sur la poitrine, le ventre et sur les pattes. Le minimum de couleur est fixé a une coloration de la queue associé à au moins une tache sur la tête et la queue.

- Peterbald[ACFA 22]
- Poodle cat

## R
- Ragamuffin (colourpoint non accepté)[ACFA 23],[CFA 17]
- Ragdoll[ACFA 24],[CFA 18] : 
  - Les standards de l'American Cat Fanciers Association et de la Cat Fancier Association précisent qu'un ragdoll ganté doit de préférence avoir le menton blanc. De plus, les pieds des pattes arrière doivent être entièrement blancs et les marques ne doivent pas monter au-dessus de la mi-cuisse. Pour les patrons bicolores, les marques point doivent être bien visibles et les marques blanches du visage doivent former un V inversé, sans toucher les oreilles. La queue ne doit pas comporter de marques blanches.
  - Le standard de la Cat Fancier Association admet une catégorie Van où moins de 20 % du corps doit être coloré.

## S
- Sacré de Birmanie[ACFA 25],[CFA 19] : 
  - Seul le gantage est accepté[1].

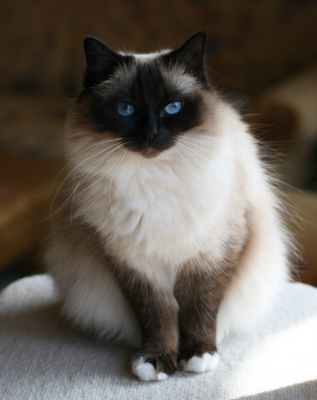
Sacré de Birmanie.

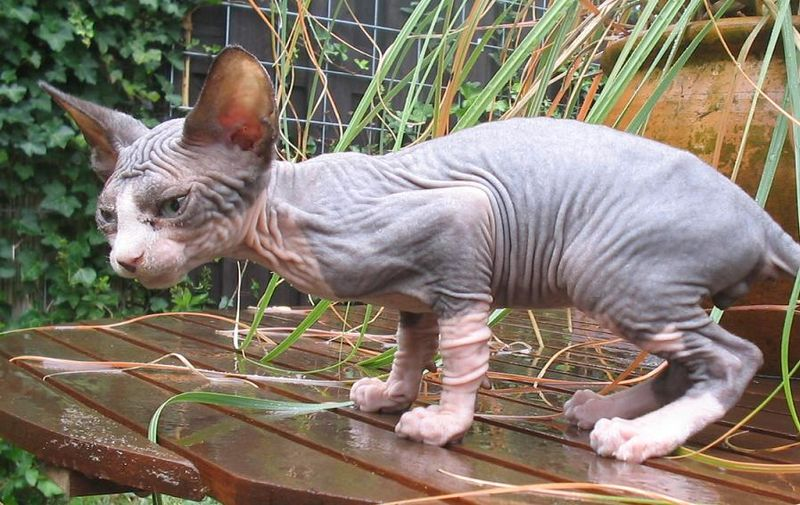
Sphynx.

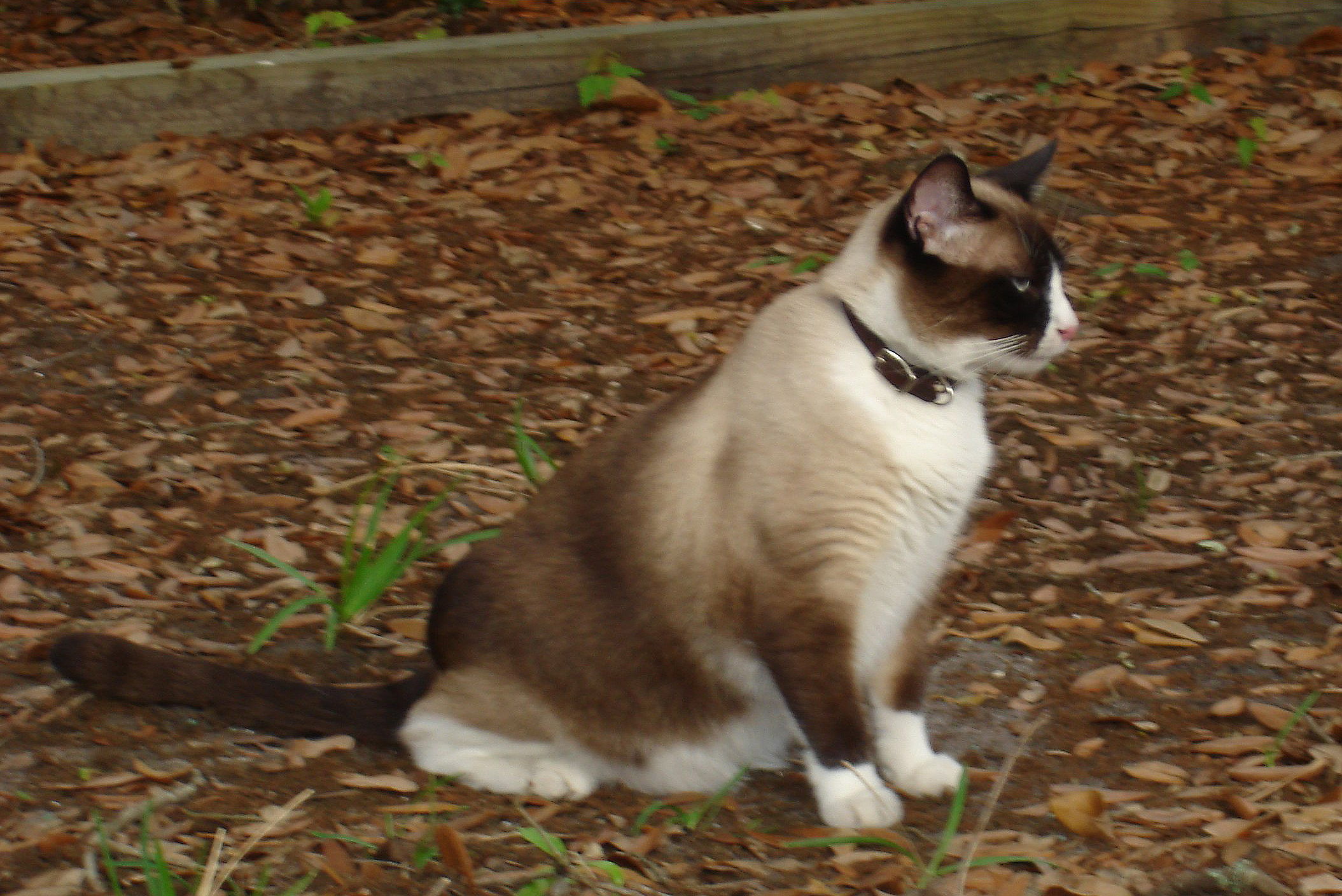
Snowshoe.

  - Selon la Cat Fancier Association, les gants doivent être symétriques. La longueur ne doit pas excéder le milieu des pattes antérieures et les gants des pattes postérieures ne doivent pas être plus hauts que ceux des pattes antérieures. Les gants des pattes arrière doivent également se terminer en V inversé à l'arrière.

- Scottish fold [ACFA 26],[CFA 20] :
  - Il existe une catégorie Harlequin pour les bicolores arlequins et vans dans le standard de l'American Cat Fanciers Association.
  - La présence d'un médaillon n'est pas considérée comme un patron bicolore par la Cat Fancier Association.

- Selkirk rex[ACFA 27],[ACFA 28],[CFA 21]

- Sibérien[ACFA 29],[CFA 22] : 
  - Le standard de l'American Cat Fanciers Association précise que les marques blanches du visage d'un sibérien bicolore et colourpoint doivent former un V inversé, sans toucher les oreilles. La queue ne doit pas comporter de marques blanches.
  - Le standard de la Cat Fancier Association précise que seuls le menton, la poitrine et le ventre des tabby peuvent être blanc. Le motif van n'admet qu'au maximum deux taches de couleur sur le corps.

- Skookum
- Snowshoe (uniquement le blue point et le seal point) : le standard de l'American Cat Fanciers Association précise que les marques blanches du visage doivent former un V inversé, sans toucher les oreilles. La queue ne doit pas comporter de marques blanches. Le blanc des pattes doit de préférence s'étendre jusqu'à la cheville pour les pattes antérieures et jusqu'au jarret pour les pattes postérieures. La symétrie entre la partie droite et la partie gauche du corps est très appréciée[ACFA 30].
- Sphynx[ACFA 31],[CFA 23] :
  - Le standard de la Cat Fancier Association précise que le motif van n'admet qu'au maximum deux taches de couleur sur le corps. Un chat avec un unique médaillon n'est pas admis comme robe bicolore et est jugé dans la catégorie de sa couleur.

## T

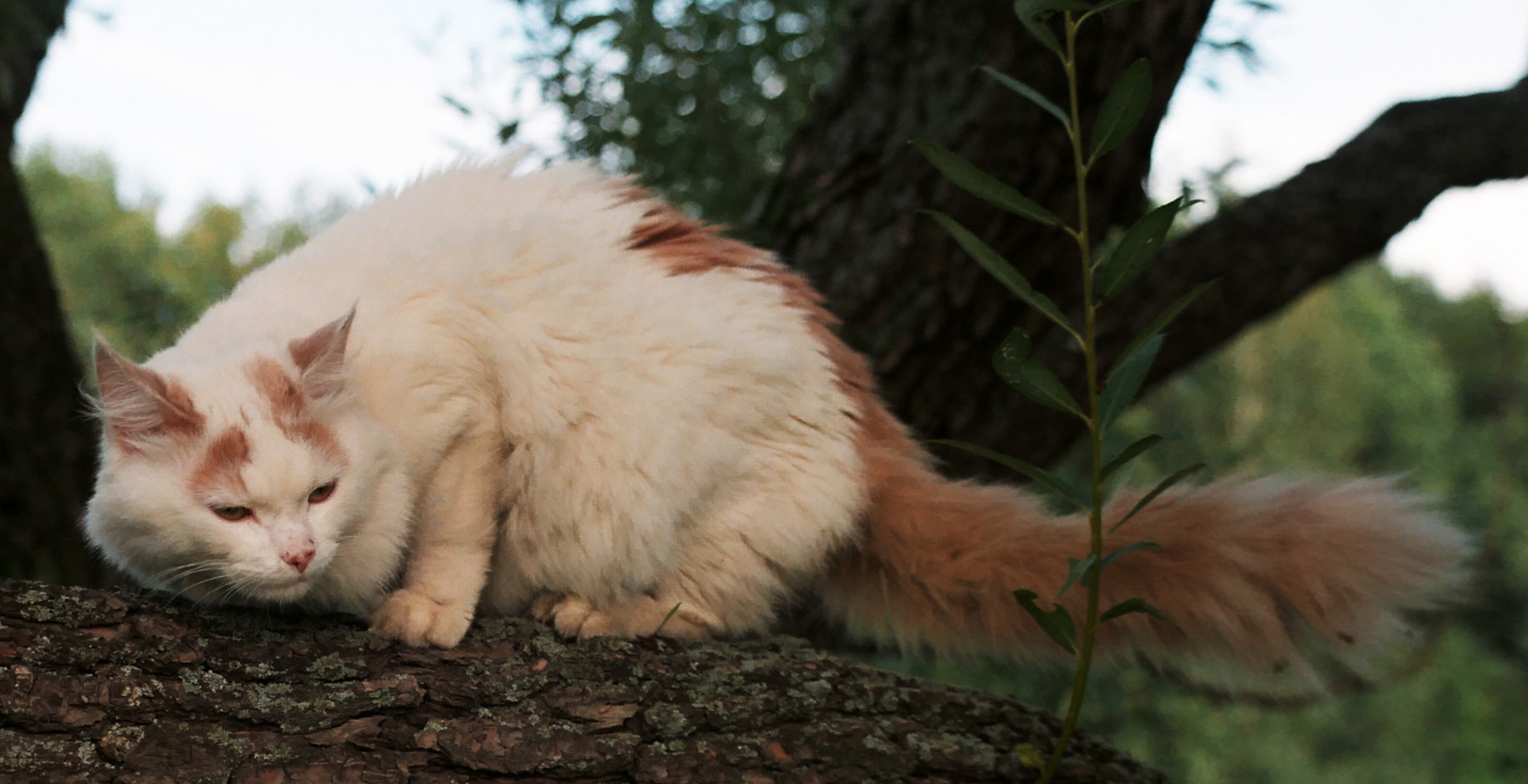
Turc de Van.

- Turc de van (couleurs : chocolate, lilas, cannelle et faon interdites - pas de colourpoint)[ACFA 32],[CFA 24] :
  - Au maximum 20 % de la robe peut être colorée selon l'American Cat Fanciers Association.
  - Au maximum 15 % de la robe peut être colorée selon la Cat Fancier Association. Une répartition symétrique de la couleur sur la tête est préférée.

## U
- Ural rex (couleurs : chocolate, lilas, cannelle et faon interdites)

## Y
- York chocolat (couleurs : chocolate, lilas uniquement)

### Standards de l'ACFA
1. ↑  (en) « AMERICAN CURL - Long Hair Standard »(Archive.org • Wikiwix • Archive.is • Google • Que faire ?), sur acfacat.com, American Cat Fanciers Association, 2005 (consulté le 28 août 2009).
2. ↑  (en) « AMERICAN CURL - Short Hair Standard »(Archive.org • Wikiwix • Archive.is • Google • Que faire ?), sur acfacat.com, American Cat Fanciers Association, 2005 (consulté le 28 août 2009).
3. ↑  (en) « American Shorthair Standard »(Archive.org • Wikiwix • Archive.is • Google • Que faire ?), sur acfacat.com, American Cat Fanciers Association, 2005 (consulté le 28 août 2009).
4. ↑  (en) « American Wirehair Standard »(Archive.org • Wikiwix • Archive.is • Google • Que faire ?), sur acfacat.com, American Cat Fanciers Association, 2005 (consulté le 28 août 2009).
5. ↑  (en) « Turkish angora Standard »(Archive.org • Wikiwix • Archive.is • Google • Que faire ?), sur acfacat.com, American Cat Fanciers Association, 2005 (consulté le 28 août 2009).
6. ↑  (en) « American Bobtail - Long hair Standard »(Archive.org • Wikiwix • Archive.is • Google • Que faire ?), sur acfacat.com, American Cat Fanciers Association, 2005 (consulté le 28 août 2009).
7. ↑  (en) « American Bobtail - Short hair Standard »(Archive.org • Wikiwix • Archive.is • Google • Que faire ?), sur acfacat.com, American Cat Fanciers Association, 2005 (consulté le 28 août 2009).
8. ↑  (en) « Japanese Bobtail - Long hair Standard »(Archive.org • Wikiwix • Archive.is • Google • Que faire ?), sur acfacat.com, American Cat Fanciers Association, 2005 (consulté le 28 août 2009).
9. ↑  (en) « Japanese Bobtail - Short hair Standard »(Archive.org • Wikiwix • Archive.is • Google • Que faire ?), sur acfacat.com, American Cat Fanciers Association, 2005 (consulté le 28 août 2009).
10. ↑  (en) « British Shorthair - Standard »(Archive.org • Wikiwix • Archive.is • Google • Que faire ?), sur acfacat.com, American Cat Fanciers Association, 2005 (consulté le 28 août 2009).
11. ↑  (en) « Cornish Rex - Standard »(Archive.org • Wikiwix • Archive.is • Google • Que faire ?), sur acfacat.com, American Cat Fanciers Association, 2005 (consulté le 28 août 2009).
12. ↑  (en) « Cymric - Standard »(Archive.org • Wikiwix • Archive.is • Google • Que faire ?), sur acfacat.com, American Cat Fanciers Association, 2005 (consulté le 28 août 2009).
13. ↑  (en) « Devon Rex - Standard »(Archive.org • Wikiwix • Archive.is • Google • Que faire ?), sur acfacat.com, American Cat Fanciers Association, 2005 (consulté le 28 août 2009).
14. ↑  (en) « Exotic shorthair - Standard »(Archive.org • Wikiwix • Archive.is • Google • Que faire ?), sur acfacat.com, American Cat Fanciers Association, 2005 (consulté le 28 août 2009).
15. ↑  (en) « Highland fold - Standard »(Archive.org • Wikiwix • Archive.is • Google • Que faire ?), sur acfacat.com, American Cat Fanciers Association, 2005 (consulté le 28 août 2009).
16. ↑  (en) « Maine Coon - Standard »(Archive.org • Wikiwix • Archive.is • Google • Que faire ?), sur acfacat.com, American Cat Fanciers Association, 2005 (consulté le 28 août 2009).
17. ↑  (en) « Oriental Longhair - Standard »(Archive.org • Wikiwix • Archive.is • Google • Que faire ?), sur acfacat.com, American Cat Fanciers Association, 2005 (consulté le 28 août 2009).
18. ↑  (en) « Manx - Standard »(Archive.org • Wikiwix • Archive.is • Google • Que faire ?), sur acfacat.com, American Cat Fanciers Association, 2005 (consulté le 28 août 2009).
19. ↑  (en) « Norwegian Forest Cat - Standard »(Archive.org • Wikiwix • Archive.is • Google • Que faire ?), sur acfacat.com, American Cat Fanciers Association, 2005 (consulté le 28 août 2009).
20. ↑  (en) « Oriental SH - Standard »(Archive.org • Wikiwix • Archive.is • Google • Que faire ?), sur acfacat.com, American Cat Fanciers Association, 2005 (consulté le 28 août 2009).
21. ↑  (en) « Persian - Standard »(Archive.org • Wikiwix • Archive.is • Google • Que faire ?), sur acfacat.com, American Cat Fanciers Association, 2005 (consulté le 28 août 2009).
22. ↑  (en) « Peterbald - Standard »(Archive.org • Wikiwix • Archive.is • Google • Que faire ?), sur acfacat.com, American Cat Fanciers Association, 2005 (consulté le 28 août 2009).
23. ↑  (en) « RagaMuffin - Standard »(Archive.org • Wikiwix • Archive.is • Google • Que faire ?), sur acfacat.com, American Cat Fanciers Association, 2005 (consulté le 28 août 2009).
24. ↑  (en) « Ragdoll - Standard »(Archive.org • Wikiwix • Archive.is • Google • Que faire ?), sur acfacat.com, American Cat Fanciers Association, 2005 (consulté le 28 août 2009).
25. ↑  (en) « Birman - Standard »(Archive.org • Wikiwix • Archive.is • Google • Que faire ?), sur acfacat.com, American Cat Fanciers Association, 2005 (consulté le 28 août 2009).
26. ↑  (en) « Scottish fold - Standard »(Archive.org • Wikiwix • Archive.is • Google • Que faire ?), sur acfacat.com, American Cat Fanciers Association, 2005 (consulté le 28 août 2009).
27. ↑  (en) « SELKIRK REX - Longhair »(Archive.org • Wikiwix • Archive.is • Google • Que faire ?), sur acfacat.com, American Cat Fanciers Association, 2005 (consulté le 28 août 2009).
28. ↑  (en) « SELKIRK REX - Shorthair »(Archive.org • Wikiwix • Archive.is • Google • Que faire ?), sur acfacat.com, American Cat Fanciers Association, 2005 (consulté le 28 août 2009).
29. ↑  (en) « Siberian - Standard »(Archive.org • Wikiwix • Archive.is • Google • Que faire ?), sur acfacat.com, American Cat Fanciers Association, 2005 (consulté le 28 août 2009).
30. ↑  (en) « Snowshoe - Standard »(Archive.org • Wikiwix • Archive.is • Google • Que faire ?), sur acfacat.com, American Cat Fanciers Association, 2005 (consulté le 28 août 2009).
31. ↑  (en) « Sphynx - Standard »(Archive.org • Wikiwix • Archive.is • Google • Que faire ?), sur acfacat.com, American Cat Fanciers Association, 2005 (consulté le 28 août 2009).
32. ↑  (en) « Turkish Van - Standard »(Archive.org • Wikiwix • Archive.is • Google • Que faire ?), sur acfacat.com, American Cat Fanciers Association, 2005 (consulté le 28 août 2009).

### Standards de la CFA
1. ↑  (en) « American Curl », sur cfa.org, Cat Fancier Association, 2006 (consulté le 28 août 2009).
2. ↑  (en) « American Shorthair », sur cfa.org, Cat Fancier Association, 2005 (consulté le 28 août 2009).
3. ↑  (en) « American Wirehair », sur cfa.org, Cat Fancier Association, 2007 (consulté le 28 août 2009).
4. ↑  (en) « Turkish Angora », sur cfa.org, Cat Fancier Association, 2008 (consulté le 28 août 2009).
5. ↑  (en) « American Bobtail », sur cfa.org, Cat Fancier Association, 2008 (consulté le 28 août 2009).
6. ↑  (en) « Japanese Bobtail », sur cfa.org, Cat Fancier Association, 2008 (consulté le 28 août 2009).
7. ↑  (en) « British Shorthair », sur cfa.org, Cat Fancier Association, 2005 (consulté le 28 août 2009).
8. ↑  (en) « Cornish Rex », sur cfa.org, Cat Fancier Association, 2009 (consulté le 28 août 2009).
9. ↑  (en) « Devon Rex », sur cfa.org, Cat Fancier Association, 2006 (consulté le 28 août 2009).
10. ↑  (en) « Exotic », sur cfa.org, Cat Fancier Association, 2008 (consulté le 28 août 2009).
11. ↑  (en) « LaPerm », sur cfa.org, Cat Fancier Association, 2009 (consulté le 28 août 2009).
12. ↑  (en) « Maine Coon », sur cfa.org, Cat Fancier Association, 2009 (consulté le 28 août 2009).
13. 1 2  (en) « Oriental », sur cfa.org, Cat Fancier Association, 2006 (consulté le 28 août 2009).
14. ↑  (en) « Manx », sur cfa.org, Cat Fancier Association, 2006 (consulté le 28 août 2009).
15. ↑  (en) « Norwegian Forest Cat », sur cfa.org, Cat Fancier Association, 2004 (consulté le 28 août 2009).
16. ↑  (en) « Persian », sur cfa.org, Cat Fancier Association, 2009 (consulté le 28 août 2009).
17. ↑  (en) « RagaMuffin », sur cfa.org, Cat Fancier Association, 2009 (consulté le 28 août 2009).
18. ↑  (en) « Ragdoll », sur cfa.org, Cat Fancier Association, 2009 (consulté le 28 août 2009).
19. ↑  (en) « Birman », sur cfa.org, Cat Fancier Association, 2002 (consulté le 28 août 2009).
20. ↑  (en) « Scottish fold », sur cfa.org, Cat Fancier Association, 2009 (consulté le 28 août 2009).
21. ↑  (en) « Selkirk Rex », sur cfa.org, Cat Fancier Association, 2007 (consulté le 28 août 2009).
22. ↑  (en) « Siberian », sur cfa.org, Cat Fancier Association, 2008 (consulté le 28 août 2009).
23. ↑  (en) « Sphynx », sur cfa.org, Cat Fancier Association, 2007 (consulté le 28 août 2009).
24. ↑  (en) « Turkish Van », sur cfa.org, Cat Fancier Association, 2009 (consulté le 28 août 2009).